# Novoselivka, Krînîcikî
Novoselivka (în ucraineană Новоселівка) este localitatea de reședință a comunei Novoselivka din raionul Krînîcikî, regiunea Dnipropetrovsk, Ucraina.

## Demografie
Componența lingvistică a localității Novoselivka
     Ucraineană (85,07%)
     Rusă (13,16%)
     Alte limbi (0,98%)
Conform recensământului din 2001, majoritatea populației localității Novoselivka era vorbitoare de ucraineană (85,07%), existând în minoritate și vorbitori de rusă (13,16%).